# شون غور
شون غور (بالإنجليزية: Shaun Gore)‏ (21 سبتمبر 1968 في المملكة المتحدة - ) هو مدرب كرة قدم ولاعب كرة قدم بريطاني في مركز الدفاع. لعب مع نادي فولهام ونادي هاليفاكس تاون ونادي فيشر أثليتيك وبيليريكاي تاون وإف سي هاليفاكس تاون ونادي ويلدستون لكرة القدم.